# Paulo Friebe
Paulo José Friebe (Curitiba, 23 de abril de 1962 — 12 de maio de 2006) foi um ator e diretor de cinema brasileiro.

## Biografia
Formou-se no Curso Permanente de Teatro, do Centro Cultural Teatro Guaíra, em 1983. Ainda estudante, passou a freqüentar a Cinemateca de Curitiba, onde conheceu e fez amizades, compondo uma geração do audiovisual paranaense, ao lado dos irmãos Werner Schumann e Willy Schumann, Eloi Pires Ferreira, Geraldo Poli, Nivaldo Lopes, entre outros.
O primeiro filme que realizou foi uma adaptação homônima de "Domingo no Parque", música de Gilbero Gil. Segundo o Dicionário de Cinema do Paraná, de Francisco Alves do Santos, Friebe freqüentou, em 1987, curso prático de cinema ministrado pelo cultuado cineasta Ozualdo Candeias, que resultaria no filme coletivo Sr. Power, a partir de um argumento de Valêncio Xavier. No ano seguinte, rodaria a comédia Ah! Essa É Boa!!, aprovada pela Embrafilme em concurso nacional. Na década de 1990, passaria quase sete anos nos palcos, na bem-sucedida encenação de O Vampiro e a Polaquinha, baseada na obra de Dalton Trevisan.
Friebe também era conhecido como o figurante número 1 da produção local. "Quando um filme paranaense não tinha o Paulão, dava para suspeitar se era paranaense ou não. Ele era uma marca registrada do cinema daqui", recorda o cineasta Fernando Severo.

## Trajetória
Seu trabalho mais recente foi o documentário em curta-metragem Cachorro não, Chichorro!, co-dirigido em parceria com o irmão, o jornalista Arnoldo Friebe, editor-chefe do Paraná TV 1.ª Edição, na RPC TV. O filme foi lançado no ano passado (2005), em memória ao escritor Alceu Chichorro, e seu registro crítico e bem-humorado da sociedade brasileira das décadas de 30, 40 e 50. A aparição mais recente de Friebe como ator foi no curta O Templo das Musas, de Geraldo Pioli, em que interpretava um carteiro.
"Ele era uma das últimas almas puras que a gente tinha. Seu legado é o de um ser humano ímpar, singular. De alguém com uma alegria extraordinária, que com ela contagiava todo o mundo", recorda Geraldo Pioli, que, ao lado de Friebe, dirigiu o curta Bento Cego. Em 2000, Geraldo Pioli rodou o curta Javali Feliz, de um minuto de duração, em homenagem ao colega, brincando com a fama de comilão que o cercava.
"Paulo era, antes de ser um cineasta ou um ator, um ser humano absurdamente maravilhoso e de bom coração", relembra o cineasta Werner Schumann. Ele recorda histórias que exemplificam a bondade ingênua do amigo. "Um dia um homem aproximou-se dele na rua para assaltá-lo. Para se aproximar, disse que procurava uma rua. Na boa vontade dele, Paulo replicou: ‘Eu sei onde fica o lugar, vamos que eu levo você lá.’ Quando chegaram, o assaltante disse a ele: ‘Eu ia te roubar, mas você é tão gente boa que não consigo.’ De tão contagiante era a humanidade e a alegria dele", recorda Schumann.

Entre os diversos trabalhos como ator em cinema e vídeo, destacam-se: 
"A Ervilha da Fantasia" (1985), de Werner Schumann
"Muiraquitã" (1986), de Willy Schumann e Eloi Pires Ferreira
"A Guerra do Pente" (1986), de Nivaldo Lopes
"Sr. Power" (1990), de Osualdo Candeias
"Pioneiros do Cinema" (1994), de Werner Schumann e Willy Schumann
"Cronicamente Inviável" (2000), de Sérgio Bianchi
"Aldeia" (2000), de Geraldo Pioli
"Adeus Menino" (2000), de Beto Carminati
"Onde os Poetas Morrem Primeiro" (2000), de Werner Schumann
“O Dia em que Morreu Roberto Carlos” (2005), de Jota Eme
Entre os filmes dirigidos e roteirizados por Paulo Friebe, estão:
"Bento Cego" (2000), em parceria com Geraldo Pioli
"Domingo no Parque" (1984)
"Ah… Essa é Boa!" (1988)
"Cachorro não, Chichorro!" (2002), em parceria com Arnoldo Friebe.
Também foi produtor de elenco do longa-metragem "Power Point", em 2001.
No teatro, interpretou e dirigiu diversos trabalhos (o mais conhecido deles foi "O Vampiro e a Polaquinha", que permaneceu em exibição por muitos anos mini auditório do Teatro Guaíra). Ele também contribuía com projetos educacionais, em que participava de peças infantis, uma das mais recentes foi "Branca de Neve e os Sete Anões". 

## Falecimento
Morreu em 12 de maio de 2006 no Hospital das Clínicas, em Curitiba. Ele estava em coma depois de ter sofrido um derrame. Como legado, Friebe deixa uma das mais ativas carreiras de ator de cinema no Paraná e sete filmes como diretor. Para os amigos e conhecidos, ele será lembrado pelo incorrigível bom humor e alegria, sinônimos de sua presença. 